# Кирильчук Олексій Володимирович
Олексій Володимирович Кирильчук — полковник Збройних сил України, учасник російсько-української війни, що відзначився у процесі російського вторгнення в Україну в 2022 році.
Обіймає посаду головного спеціаліста відділу мінної безпеки Управління інженерних військ Командування Сил підтримки ЗСУ, викладач кафедри тактики підрозділів бойового (оперативного) забезпечення Міжнародного центру миротворчості та безпеки Національної академії сухопутних військ імені гетьмана Петра Сагайдачного.

## Нагороди
- орден «За мужність» III ступеня (2022) — за особисту мужність і самовіддані дії, виявлені у захисті державного суверенітету та територіальної цілісності України, вірність військовій присязі[3]..